# ليونورا إينسورث
ليونورا إينسورث (بالإنجليزية: Leonora Ainsworth)‏ هي كاتبة سيناريو أمريكية، ولدت في 7 يوليو 1894 في بلدة كاسلتون في الولايات المتحدة، وتوفيت في 28 يونيو 1985.